# Gevlekt hertshooi
Gevlekt hertshooi (Hypericum maculatum subsp. maculatum) is een ondersoort van de plantensoort Hypericum maculatum.

## Determinatie

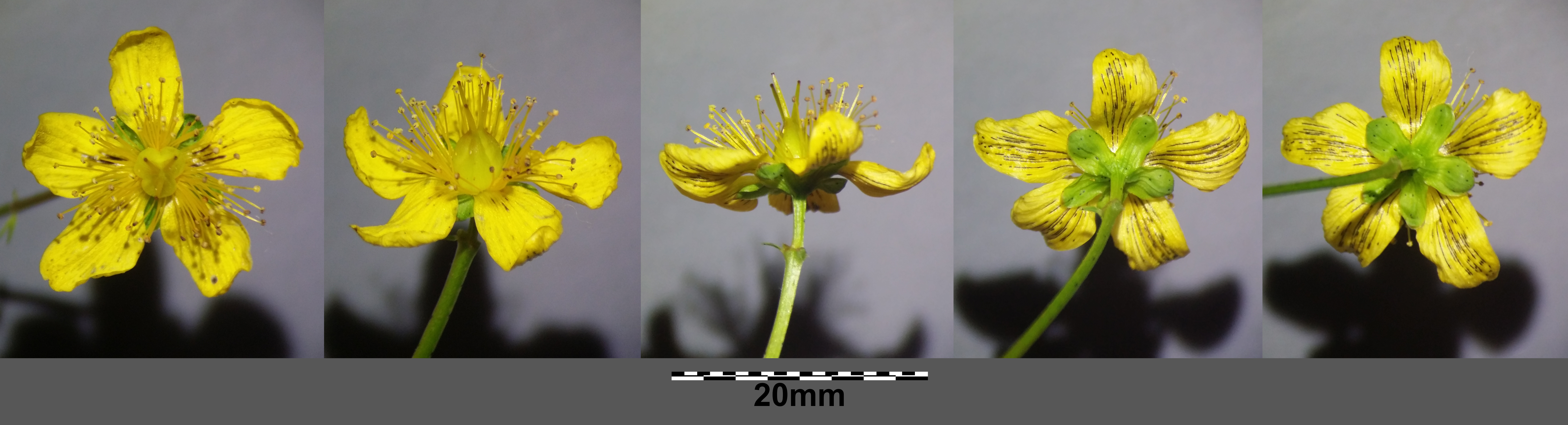

Gevlekt hertshooi is een vaste, kruidachtige plant. De plant wordt 20–80 cm hoog. De stengel heeft vier lijsten, die ongeveer even breed zijn. De kale bladeren hebben geen of zeer weinig doorzichtige punten. De doorzichtige puntjes zijn gevuld met etherische olie. Op de stengel en kelkbladen zitten rode en zwarte klieren.
Gevlekt hertshooi bloeit van juni tot september met gele, zwart gevlekte bloemen, vandaar de naam gevlekt hertshooi. De bloeiwijze is een schroef, waarbij de takken onder een hoek van 30° afstaan. De kroonbladen zijn 1–1,6 cm lang. De vrucht is een doosvrucht. Het aantal chromosomen is 2n = 16.

### Gelijkende taxa
Gevlekt hertshooi lijkt sterk op kantig hertshooi. In vegetatieve toestand zijn beide ondersoorten niet met zekerheid te determineren. Het belangrijkste onderscheidende kenmerk van gevlekt hertshooi betreft de kelkbladen; deze zijn minder dan tweemaal zo lang als breed en hebben gaafrandige kelkbladtoppen (kantig hertshooi heeft kelkbladen die meer dan tweemaal zo lang als breed zijn, met fijn-onregelmatig getande kelkbladtoppen). De takken van de bloeiwijze staan bij kantig hertshooi onder een hoek van 50° af. Er komen ook overgangen voor tussen de twee ondersoorten.

## Ecologie
Gevlekt hertshooi groeit op mesotrofe, matig droge tot zeer vochtige, zwak zure standplaatsen op humeuze leem- en zandbodems. Doorgaans gaat het om standplaatsen in de volle zon of halfschaduw.

## Verspreiding
Het natuurlijke verspreidingsgebied van gevlekt hertshooi omvat Eurazië. De ondersoort staat op de Nederlandse Rode Lijst als zeer zeldzaam en sterk afgenomen. In Nederland is gevlekt hertshooi altijd zeer zeldzaam geweest en komt alhier uitsluitend voor in Zuid-Limburg, waar zij thans zeer zeldzaam is.